# Nikolai Jukovski
Nikolai Iegórovitx Jukovski (5 de gener en el calendari julià o 17 de gener en el calendari gregorià de 1847 - 17 de març de 1921)rus: Никола́й Его́рович Жуко́вский, fou un enginyer mecànic rus, nascut a la localitat d'Orekhovo, a l'óblast de Vladímir. Va ser un dels precursors de l'aerodinàmica i la hidrodinàmica moderna, sent nomenat per Lenin com "el pare de l'aviació soviètica". Entre els seus altres treballs destaquen també els seus estudis sobre el cop d'ariet o pols de Jukovski. El cràter de la Lluna Zhukovski va ser nomenat així en honor seu. Hi ha a més un Museu Jukovski a la ciutat del mateix nom propera a Moscou i batejada així en honor seu.

## Biografia
El 1868 es va graduar a la Universitat de Moscou, on va tenir com a professor August Davidov, i des de 1872 va ser professor a l'Escola Tècnica Imperial. El 1904 va crear el primer institut d'aerodinàmica del món, a Katxina, a prop de Moscou i des 1918 va estar al capdavant del TsAGI, (Institut Central d'Aerohidrodinámica).
Els seus primers estudis es van centrar en l'efecte Magnus provocat pels cilindres en rotació. el 1902, construeix el primer túnel de vent. El 1904 funda prop de Moscou el primer institut de recerca aerodinàmica d'Europa, que el desembre de 1918 es convertiria en el famós TsAGI per decret del govern soviètic. (Vegeu també Serguei Txapliguin).
Jukovski, que havia preparat el document fundador, va ser nomenat el seu primer director. Publica nombrosos resultats de les seves investigacions sobre diversos temes (aerodinàmica, aeronàutica, hidràulica, mecànica, matemàtiques, astronomia). Els seus perfils per plans de sustentació es compten entre els seus treballs més cèlebres. el 1920, en ocasió del 50 aniversari de les seves activitats, el govern crea el Premi Stalin concedit anualment per tal de recompensar els millors treballs relatius a les matemàtiques i la mecànica. Per commemorar el centenari del seu naixement, es van crear dues medalles amb la seva efígie per premiar els millors treballs en el camp de l'aeronàutica. Igualment hi ha beques d'estudi amb el seu nom.

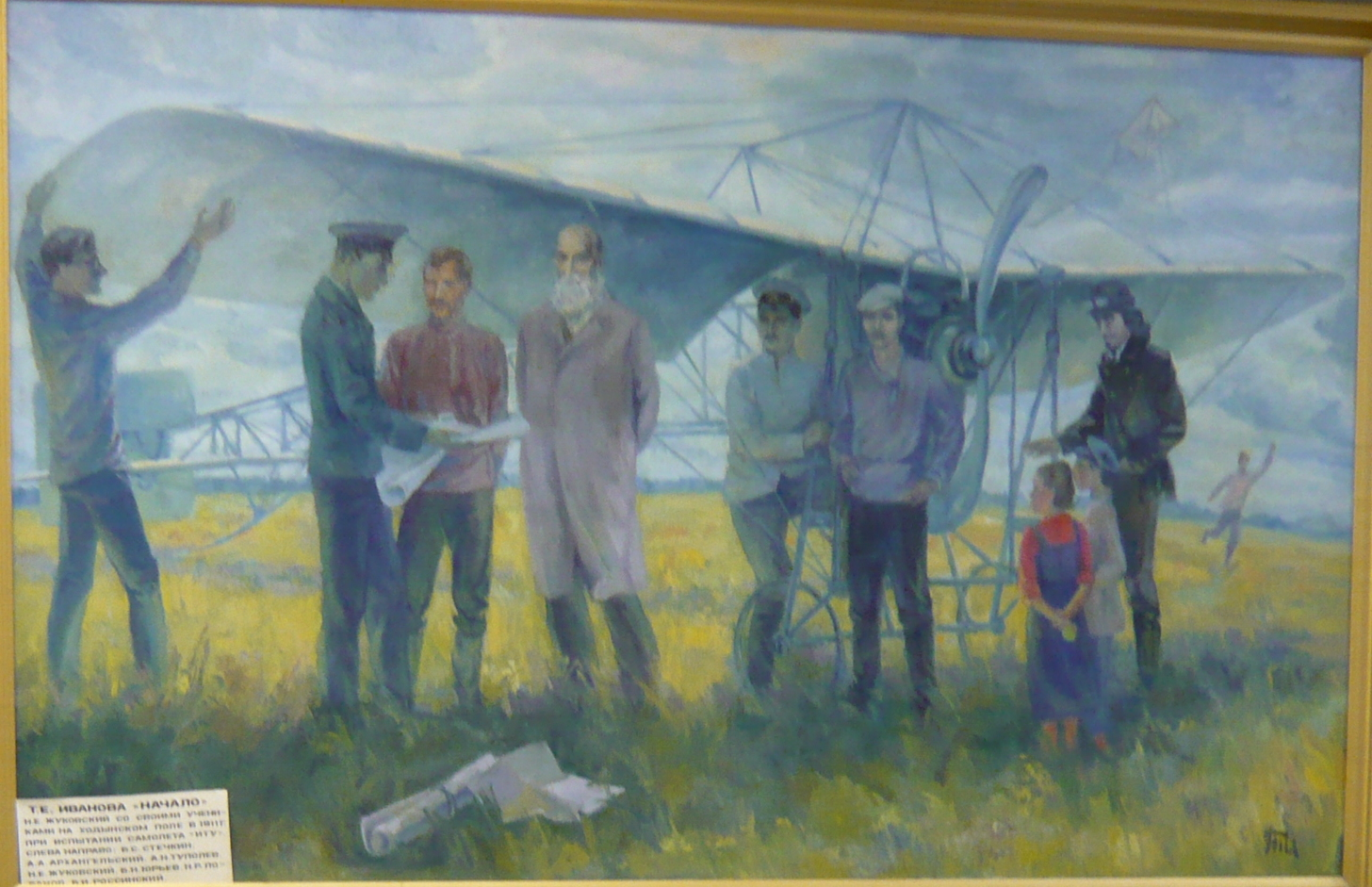
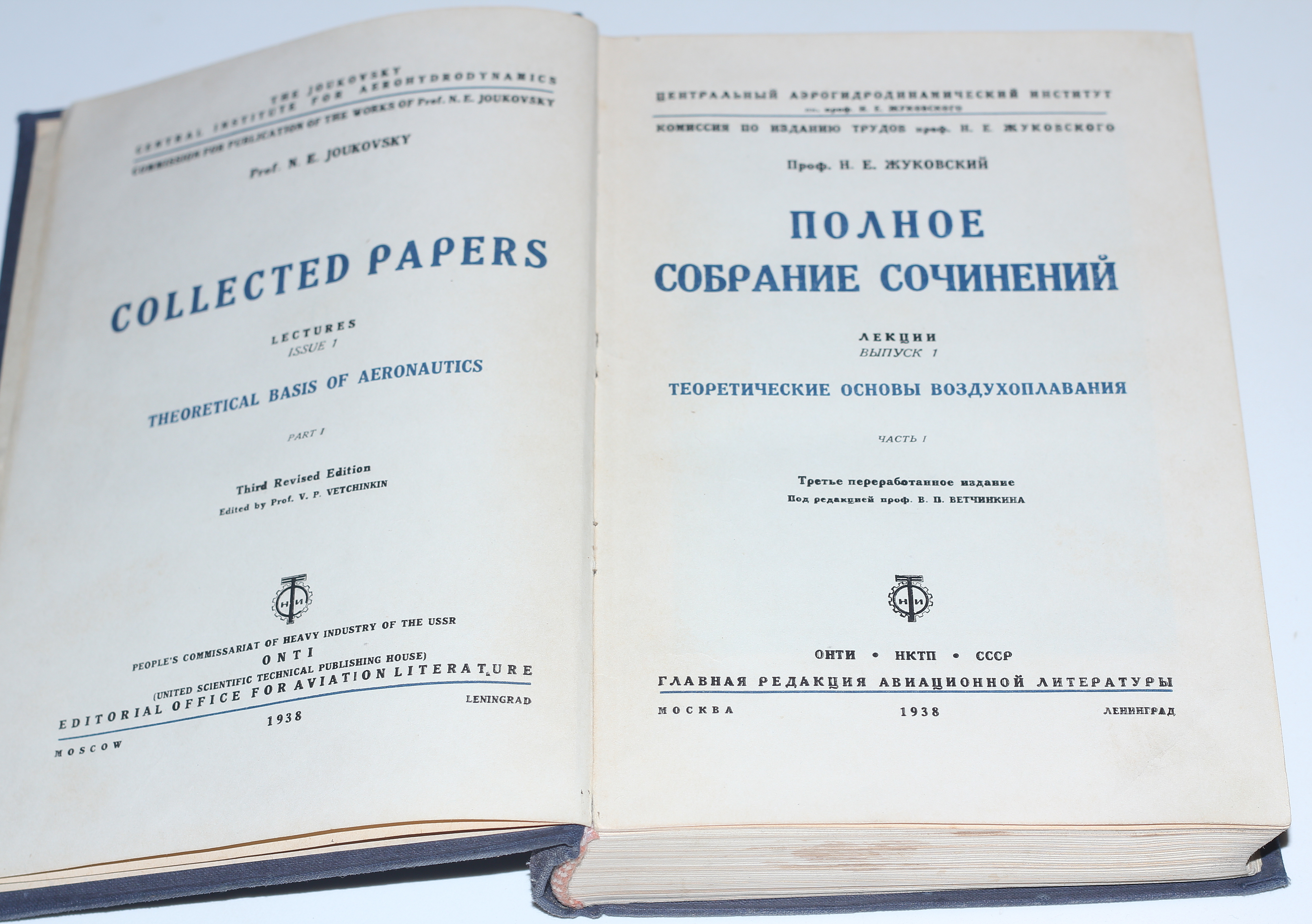
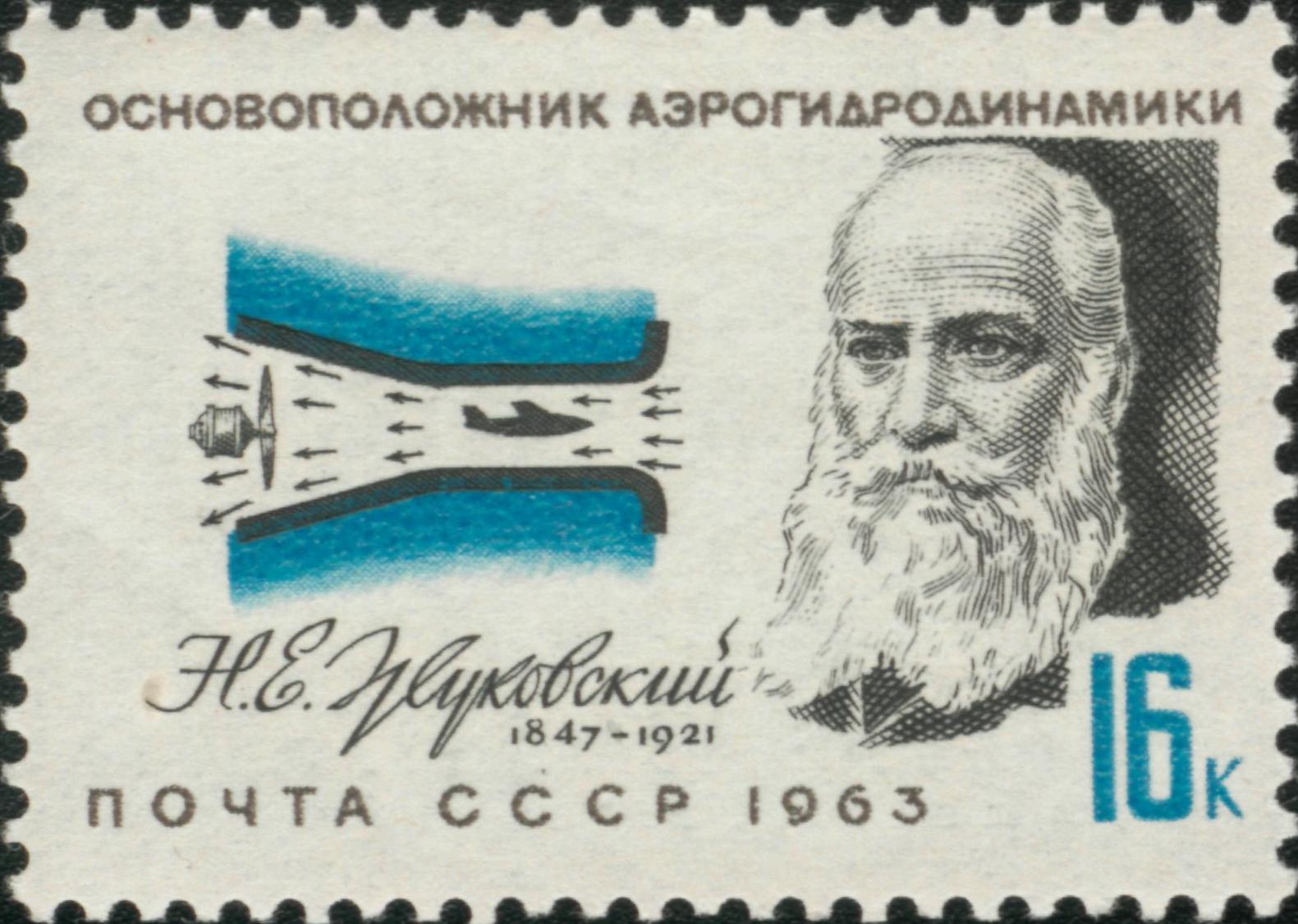